# Kanton Limoges-Condat
Der Kanton Limoges-Condat war von 1973 bis 2015 ein französischer Wahlkreis im Arrondissement Limoges, im Département Haute-Vienne und in der Region Limousin; sein Hauptort war Limoges.

## Gemeinden
Der Kanton bestand aus drei Gemeinden und einem Teil der Stadt Limoges (angegeben ist hier die Gesamteinwohnerzahl der Stadt, im Kanton lebten etwa 11.400 Einwohner der Stadt): 
| Gemeinde          | Einwohner Jahr | Fläche km² | Bevölkerungsdichte | Code INSEE | Postleitzahl |
| ----------------- | -------------- | ---------- | ------------------ | ---------- | ------------ |
| Condat-sur-Vienne | 4879 (2013)    | 15,47      | 315 Einw./km²      | 87048      | 87920        |
| Limoges           | 135.098 (2013) | –          | – Einw./km²        | 87085      | 87000        |
| Solignac          | 1511 (2013)    | 16,54      | 91 Einw./km²       | 87192      | 87110        |
| Le Vigen          | 2068 (2013)    | 29,51      | 70 Einw./km²       | 87205      | 87110        |